# 1483 Hakoila
1483 Hakoila este un asteroid din centura principală, descoperit pe 24 februarie 1938, de Yrjö Väisälä.